# Рождественские заводы
Рожде́ственские заво́ды — группа из четырёх металлургических заводов, действовавших в разное время с 1740 до 1890 года на реке Ножовке в Оханском уезде Пермской губернии. Основной спецификацией предприятий была переработка чугуна Ревдинского завода в сортовое железо.
Заводы со временем меняли свои названия из-за строительства рядом на той же реке новых. Рождественский Средний (Рождественский, до 1840 года — Рождественский Нижний) завод был запущен в 1740 году, Рождественский Верхний (также Рожественский, Ножовский) — в 1800 году, Рождественский Нижний — в 1839 году, Рождественский Ново-Средний (также Средний Нижний) — 1853 году. Предприятия были объединены в отдельный округ Рождественских заводов, являвшийся филиалом Ревдинского округа.
К 1890 году все Рождественские заводы были остановлены, дав начало нескольким посёлкам. По состоянию на 2020 год на месте Рождественского Верхнего завода находится село Верх-Рождество, на месте Рождественского Среднего завода — село Ножовка. Территория Среднего Нижнего завода была затоплена при создании Воткинского водохранилища.

## История

### XVIII век
Первый среди будущих Рождественских заводов Рождественский Средний завод (до середины XIX века — Рождественский Нижний) был построен А. Н. Демидовым в 1740 году в 50 верстах от Воткинского завода. Указ Берг-коллегии о строительстве завода был издан 13 апреля 1739 года. Земля под строительство была выкуплена у башкир Уранской и Гайнинской волостей Осинской дороги. Завод не имел собственной рудной базы и предназначался для переработки чугуна Ревдинского завода, поступавшего водным путём по Чусовой и Каме. В первые годы работы на заводе было 4 действующих и 2 запасных молота.
Средний завод был важным транспортным пунктом. Около завода находилась постоянно действующая переправа через Каму, ширина которой в этом месте составляла 860—1000 м, в половодье — до 4,3 км.
В 1745 году завод перешёл в собственность наследников А. Н. Демидова, а 1 мая 1758 года единоличным владельцем завода стал Г. А. Демидов. В 1760 году на заводе 4 молотами было произведено 28,5 тыс. пудов железа.
В 1760-х годах Рождественский Средний завод несколько раз менял владельцев. В 1761 году предприятие по наследству перешло в собственность сыновей Г. А. Демидова. В 1765 году заводовладельцем стал Павел Григорьевич Демидов, который вскоре продал его брату Петру за 25 тыс. рублей.
В годы Крестьянской войны Рождественский Средний завод был разрушен и практически бездействовал с 23 декабря 1773 года по 28 сентября 1774 года. Только во второй половине мая 1774 года рабочие завода предприняли безуспешные попытки возобновить производство железа. Некоторые заводчане присоединились к восставшим и снабжали отряды пугачёвцев оружием.
К концу 1770-х годов парк оборудования Среднего завода существенно пополнился: в составе предприятия действовали 8 кричных горнов, кузница и 28 резных станков. В 1780 году 5 молотами было произведено 42,7 тыс. пудов железа. К 1797 году на заводе функционировали уже 12 кричных горнов и 4 кричных молота, штат завода состоял из 794 мастеровых и крепостных крестьян. В 1800 году 6 молотами было произведено 95,9 тыс. пудов железа. Заводская плотина в этот период имела длину около 203 м, ширину в нижней части 55,5 м, в верхней — 49 м, высоту — 7,4 м.

### XIX век
| Год  | Выпуск железа | Год  | Выпуск железа |
| ---- | ------------- | ---- | ------------- |
| 1760 | 28,5          | 1841 | 112,8         |
| 1780 | 42,7          | 1860 | 118,0         |
| 1800 | 95,9          | 1861 | 114,3         |
| 1807 | 108,9         | 1865 | 83,3          |
| 1811 | 93,9          | 1868 | 6,7           |
| 1815 | 58,0          | 1870 | 31,2          |
| 1823 | 85,0          | 1875 | 58,0          |
| 1825 | 81,5          | 1880 | 15,5          |
| 1827 | 82,5          | 1883 | 9,2           |
| 1834 | 110,5         | 1889 | 1,0           |

Для расширения производства П. Г. Демидов в 1798 году начал строительство второго Рождественского завода (Верхнего) в 6 верстах выше по течению Ножовки от Рождественского Среднего (на тот момент — Нижнего). Указ Берг-коллегии о строительстве завода был издан 23 июля 1800 года. В этом же году состоялся запуск предприятия в эксплуатацию, после чего первый завод (Рождественский Средний) стал именоваться Рождественским Нижним. Для работы на Верхнем заводе были переведены 70 мастеровых и рабочих с Рождественского Среднего завода.
Начало XIX века вновь сопровождалось частой сменой владельцев Рождественских заводов. В 1805 году два Рождественских завода перешли в собственность А. В. Зеленцова, в 1817—1829 годах принадлежали его наследникам. В этот период два Рождественских завода были объединены в Рождественский горный округ, являвшийся филиалом Ревдинского округа. Лесная дача Рождественского округа площадью 58,9 тыс. десятин находилась на территории Оханского и Осинского уездов Пермской губернии. Помимо основного оборудования на обоих заводах существовали кузница, меховая фабрика и вспомогательные сооружения. Готовая продукция заводов отправлялась в Петербург. В 1807 году Рождественский Средний завод произвёл 71 тыс. пудов железа, в 1811 году — 55,7 тыс. пудов, в 1815 году — 32,1 тыс. пудов. В 1812 году завод производил артиллерийские снаряды. В 1823 году Рождественские заводы совместно выпустили 84,9 тыс. пудов железа разных сортов.
Из-за недостатка воды в пруду Верхний завод работал с частыми перебоями. Также предприятие испытывало сложности с доставкой угля. В начале 1820-х годов плотина Верхнего завода имела длину 203 м, ширину 32,7 м, высоту 6,1 м.
В 1829 году владельцем Рождественских заводов стал А. П. Демидов. С 1838 года заводы перешли в собственность его вдовы М. Д. Демидовой. В 1839 году Демидова построила третий Рождественский завод ниже по течению Ножовки (Рождественский Нижний). После этого первый завод, основанный в 1740 году, стал именоваться Средним. Плотина нового Рождественского Нижнего завода имела длину 64 м.
В 1841 году на трёх Рождественских заводах работали 14 кричных горнов и 14 молотов. В этом году заводы функционировали 261 день, переработали 176,6 тыс. пудов чугуна и произвели 112,8 тыс. пудов железа.
В 1853 году М. Д. Демидова построила на реке Ножовке между Средним и Нижним четвёртый Рождественский завод в составе пудлинговой фабрики с 4 молотами для правки резного железа, произведённого на Среднем заводе. Плотина нового вспомогательного завода, получившего название Рождественский Средний Нижний или Рождественский Ново-Средний, находилась в 1,5 км от плотины Рождественского Среднего. В документах четвёртый завод практически не упоминался в качестве самостоятельного предприятия, а его продукция учитывалась совместно с продукцией Рождественского Среднего завода.
В 1856 году Рождественские заводы перешли в собственность сына Алексея Петровича и Марьи Денисовны П. А. Демидова. В 1857 году на всех заводах функционировали пудлинговые печи. В этот период площадь заводской дачи Рождественских заводов составляла 56,5 тыс. десятин, в том числе около 32 тыс. десятин леса. На предприятиях функционировали 1 вагранка, 9 кричных горнов, 3 пудлинговые печи, 2 сварочные печи. Привод заводских механизмов и оборудования обеспечивался 31 водяными колёсами. В 1859 году на трёх заводах было произведено 2,9 тыс. пудов чугунных и 5,4 тыс. пудов железных изделий, выделка железа разных сортов составила 128,4 тыс. пудов.
По данным 1860 года, на Нижнем заводе работали 3 кричных горна, 6 кричных полумолотов, 1 калильная печь, шинокатальный и резной станки, а также расковочный стан. В 1861—1862 годах на Среднем заводе была построена четвёртая и пятая пудлинговая и третья сварочная печи. В 1862 году завод выпустил 9,3 тыс. пудов чугунных отливок, 7,9 тыс. пудов кричного и 49,2 пудлингового железа, а также 1,2 тыс. пудов железных изделий. В 1864 году было произведено 49,1 тыс. пудов, в 1865 году — 55,3 тыс. пудов. Готовая продукция отправлялась на продажу в Казань, Саратов и Нижний Новгород.
В 1860 году численность персонала на трёх заводах (за исключением Нижнего) составляла 1688 человек, в 1861 году — 1675 человек.

#### После отмены крепостного права
Отмена крепостного права и повышение затрат на оплату труда сделали производство железа на Рождественских заводах нерентабельным. Усугубило сложное положение наводнение 1862 года, от которого существенно пострадали все предприятия, а Рождественский Нижний завод так и не смог восстановить стабильное производство.
В 1863 году на трёх Рождественских заводах (за исключением остановленного Нижнего) функционировали печи: литейная, плющильная, сталетомительная, 3 сварочных, 5 пудлинговых; вагранка, 9 кричных горнов, 18 кричных молотов, 2 паровых молота, плющильный стан, 2 резных стана, 2 расковочных стана и 4 токарных станка. Энергетическое хозяйство предприятий было представлено 36 водяными колёсами общей мощностью в 536 л. с. На основных заводских работах были заняты 500 человек, на вспомогательных — 450 человек. За этот год тремя заводами было произведено 4,5 тыс. пудов отливок, 84,1 тыс. пудов полуфабрикатов, из которых было произведено 54,8 тыс. пудов готового железа, 0,2 тыс. пудов стали и 1,5 тыс. пудов железных изделий. В следующем, 1864 году на трёх Рождественских заводах было произведено 84,7 тыс. пудов полуфабрикатов, из которых было произведено 78,4 готового железа. В 1865 году заводы получили 102,2 тыс. пудов чугуна Ревдинского завода и произвели 101,8 тыс. пудов полуфабрикатов, которые были переработаны в 83,3 тыс. пудов готового железа разных сортов.
С 1865 года весь Ревдинско-Рождественский округ был передан в казённое опекунское управление, затем предприятия сдавались в аренду на короткие сроки частным лицам. Производительность заводов в этот период постоянно снижалась. Поставки чугуна с Ревдинского завода по указанию казны были прекращены, а арендаторы не смогли обеспечить заводы чугуном для поддержки объёмов производства. В 1867 году на оставшихся в эксплуатации Рождественских заводах было произведено только 7 тыс. пудов железа. В 1868 году окончательно был закрыт Рождественский Нижний завод. Лишь к концу 1860-х годов арендаторы смогли незначительно повысить производительность оставшихся в эксплуатации двух Рождественских заводов — в 1869 году было произведено 25,6 тыс. пудов железа.
В 1873 году Рождественские заводы были выкуплены у П. А. Демидова Г. М. Пермикиным, владевшим также Ревдинским горным округом. Новый владелец взял на себя долги и обязательства заводов перед казной. В итоге Пермикин не смог наладить стабильное производство на предприятиях. Положение заводов усложнялось повышением затрат на доставку чугуна с Ревдинского завода и удорожанием рабочей силы. Рождественские заводы были своеобразным рекордсменом среди передельных металлургических заводов Урала по показателю удалённости от доменных печей, что обусловливало низкую рентабельность передела. Общая протяжённость пути от Ревдинского завода составляла более 900 км.
В 1876 году Г. И. Пермикин был признан банкротом, Рождественские заводы были остановлены, в 1879 году были переданы в опекунское управление, а в 1884 году — в конкурсное управление. Единственный из всех, Рождественский Средний завод в арендном управлении функционировал до 1890 года. По данным 1888 года, на Среднем заводе действовали 2 кричных горна, пудлинговая и сварочная печи, 5 молотов и 3 прокатных стана. Привод механизмов обеспечивался 14 водяными колёсами общей мощностью 140 л. с. В 1888 году на заводских работах были заняты 40 человек, в 1889 году — 3 человека. В 1887 году Средний завод выпустил 4,7 тыс. пудов сортового железа, в 1888 году — 2,3 тыс. пудов, в 1889 году — 1 тыс. пудов. В 1890 году Рождественский Средний завод был окончательно остановлен.
В 1898 году недействующие заводы были проданы В. А. Ратъкову-Рожнову.

### Никелевое производство
В 1870-х годах на Среднем Нижнем заводе Г. М. Пермикин пытался наладить производство никеля. Для обжига руды и плавки металла был построен отдельный корпус с 5 печами. Технологию осваивали под руководством инженеров-химиков Пургольда и В. И. Шуйского. Никелевая руда добывалась на Петровском руднике, расположенном на территории дачи Ревдинского завода, и доставлялась тем же водным путём по Чусовой и Каме. Относительно бедные руды подвергались многократному обжигу и плавкам, в результате чего получали обогащённый штейн или шпейзу (сплав металлов с мышьяком), который затем растворяли в соляной кислоте. Далее раствор обрабатывали сернистым водородом, осаждавшим сернистые соединения меди, серебра, золота и других металлов. После этого остаток фильтровали, промывали водой, полученный фильтрат нейтрализовали и осаждали из него железо, после этого — кобальт и окись никеля. После восстановительной плавки окиси никеля получали металлический никель. Получаемый по такой технологии металл отличался высокой себестоимостью.
С 1 мая 1874 года по 1 мая 1875 года на Среднем Нижнем заводе было выплавлено 26 пудов никеля и 106 пудов никелевой закиси. В 1875 году совместно с Ревдинским заводом было получено 135 пудов никеля и 483 пудов никелевой закиси. Товарный металл сбывался на европейском рынке. В 1876 году никелевые фабрики на Среднем Нижнем заводе были остановлены и закрыты, производство никеля было сконцентрировано на Ревдинском заводе, где металл получался более качественным и дешёвым.

### XX—XXI век
В 1913 году Ревдинско-Рождественские заводы были проданы П. Г. Солодовникову. В 1917 году весь округ был реквизирован казной за срыв военных заказов в октябре 1917 года.
Со временем Рождественские заводы прекратили своё существование, дав начало нескольким посёлкам. По состоянию на 2020 год на месте Рождественского Верхнего завода находится село Верх-Рождество, на месте Рождественского Среднего завода — село Ножовка.
Территория Среднего Нижнего завода была затоплена при создании Воткинского водохранилища.